# Epipactis × schulzei
Epipactis × schulzei es una especie de orquídea de hábitos terrestres. Es un híbrido compuesto de las especies Epipactis helleborine × Epipactis purpurata. Se distribuye por Europa en  Austria, Alemania, Suiza, Francia y Grecia.

## Taxonomía
Epipactis × schulzei fue descrita por Paul Victor Fournier y publicado en Fl. Compl. Plaine Franç. 514. 1928.
Etimología
Epipactis: nombre genérico que proviene del griego cephalos = "cabeza", y anthera = "antera" por la forma globosa de la antera.
schulzei: epíteto
Sinonimia
- Epipactis × schulzei var. wolfii E.G.Camus	[2][3]